# Jutlàndia

L'illa de Vendsyssel-Thy encara es considera una part de Jutlàndia, tot i que va ser separada de Jutlàndia continental per una inundació el 1825.
Jutlàndia Septentrional (Dinamarca)
Jutlàndia Meridional o Slesvig Septentrional (Dinamarca)
Slesvig Meridional (Alemanya)
Holstein (Alemanya)

Jutlàndia (en danès: Jylland, en alemany: Jütland) és una península de l'Europa nord-occidental que comprèn la part continental de Dinamarca i el nord d'Alemanya (estat federal de Slesvig-Holstein). A l'oest, limita amb el mar del Nord, al nord amb l'Skagerrak, al nord-est amb el Kattegat i a l'est amb les illes daneses del Bàltic.
El terreny és relativament pla, amb petits turons i torberes. Té una superfície de 29.775 km² i és habitada per 2.491.852 persones (2004).
La península forma una terra baixa i plana de sorra i morenes. Al centre, l’altitud màxima és de 172 m. La costa occidental és sorrenca, pobra i poc poblada. L’oriental, tallada i ben poblada, disposa d’una agricultura florent (amb conreus de tubercles i de cereals), i hi ha cria de bovins. Té un clima oceànic humit i temperatures moderades (7,7 °C de mitjana anual).
La part meridional forma part de l'Slesvig-Holstein, que ha anat variant de possessió danesa a alemanya al llarg de la història. El darrer canvi de sobirania tingué lloc després de la Primera Guerra Mundial, amb Dinamarca que va recuperar part de l'Slesvig (en danès: Slesvig, en alemany: Schleswig) per mitjà d'un plebiscit.

## Etimologia
El nom prové dels juts, poble germànic que s'hi instal·là cap al segle v.
En època clàssica, la península de Jutlàndia s'anomenava Quersonès Címbric (Χερσόνησος Κιμβρική). La punta nord era el promontorium Cimbrorum, la mar a la part occidental el sinus Lagnus i la mar a la part oriental el Codanus. Estrabó és el primer que la menciona amb el nom de Quersonès, perquè fins a les conquestes de Tiberi a Germània els romans no van conèixer aquest territori. Segons Plini el Vell, el seu nom nadiu era Catris. Era habitada pel poble dels cimbres, dels quals va prendre el nom; una de les tribus eren els Phundusi.

## Geografia

### Distinció entre la península de Jutlàndia i Jutlàndia
La península de Jutlàndia s'estén des de la barra de sorra de Grenen a l'Vendsyssel-Thy al nord, fins a les ribes de l'Elba al sud. La península també s'anomena península del Címbric.
Jutlàndia com a terme cultural-geogràfic principalment només es refereix a la part danesa de la península, des de Grenen fins a la frontera danesa-alemanya. De vegades, la part nord de Slesvig-Holstein fins a l'Eider (Schleswig meridional), també s'inclou en la definició cultural-geogràfica de Jutlàndia, perquè l'Eider va ser històricament la frontera sud de Dinamarca i la frontera cultural i lingüística entre els països nòrdics. i Alemanya, així com entre les llengües germàniques del nord i de l'oest des c. 850 al 1864.
A Dinamarca, el terme Jylland pot referir-se tant a tota la península com a la regió entre Grenen i la frontera danesa-alemanya o l'Eider.
A Alemanya, però, la península en el seu conjunt només s'anomena Kimbrische Halbinsel o Jütische Halbinsel, mentre que el terme Jütland es reserva únicament per a la definició cultural-geogràfica de Jutlàndia.

### Frontera marítima
La península de Jutlàndia limita amb el mar del Nord a l'oest, l'Skagerrak al nord, el Kattegat al nord-est i el mar Bàltic al sud-est. La costa del Kattegat i el Bàltic de la península s'estén des de Grenen fins a la desembocadura del Trave a Lübeck - Travemünde, i la seva costa de l'Skagerrak i el mar del Nord va des de Grenen fins a la presa de Geesthacht a l'est d’Hamburg, que es defineix com el punt on el Baix Comencen l'Elba (Unterelbe) i l'estuari de l'Elba, subjectes a les marees. La part del mar Bàltic per la qual limita la península es coneix com Bælthavet en danès i Beltsee en alemany, una designació que deriva dels cinturons Gran, Petit i Fehmarn, mentre que el mar Bàltic en conjunt s'anomena Østersøen. i Ostsee, respectivament.

### Frontera terrestre
La frontera terrestre de la península al sud-est i al sud està constituïda per un reguitzell de diversos rius i llacs: des de la desembocadura del Trave a Lübeck - Travemünde fins a la desembocadura del Wakenitz al Trave (a Lübeck), des d'allà fins al Wakenitz. fins a la seva sortida del llac Ratzeburger See, després pel llac Kleiner Küchensee fins a la desembocadura del de:Schaalseekanal al llac Großer Küchensee, des d'allà pel canal pels llacs Salemer See, Pipersee i Phulsee fins al llac Schaalsee, des de Zarrentin am Schaalsee pel sortida del llac Schaalsee, el Schaale, fins a la seva desembocadura al Sud a Teldau, després al llarg del Sud fins a la seva confluència amb l'Elba a Boizenburg, i més endavant al llarg de l'Elba, fins a la presa de Geesthacht a l'est d’Hamburg, on la marea depenent de la marea. comença l'estuari de l'Elba.
Travemünde → Trave → Wakenitz → Ratzeburger See → Kleiner Küchensee → Großer Küchensee → Canal Schaalsee → Salemer See → Pipersee → Phulsee → Schaalsee → Schaale → Sude → Elba a Boizenburg → inici de l'estuari de l'Elba a la presa de Geesthacht

### Subregions

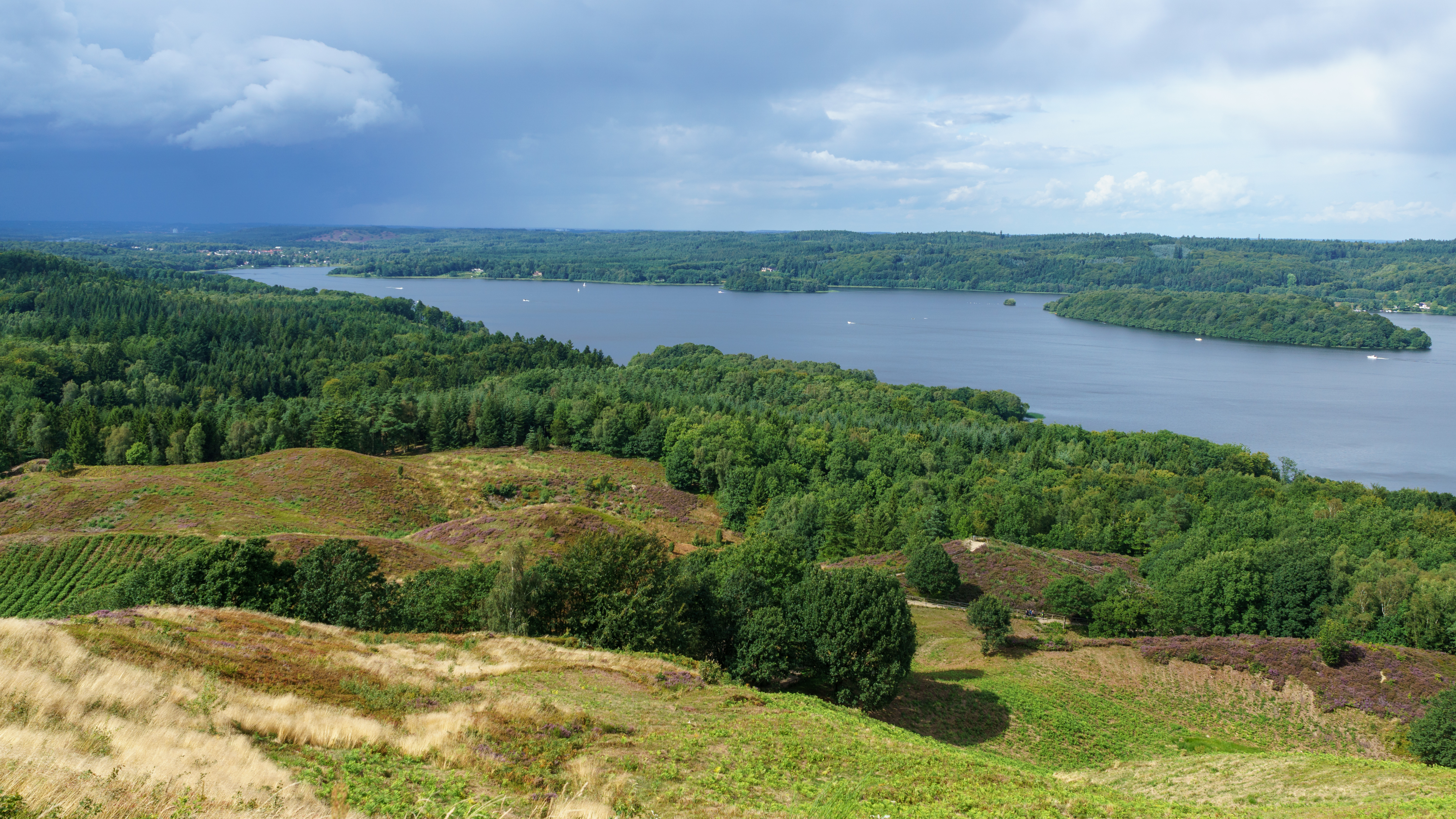
Vista sobre el Julsø al Søhøjlandet des de Himmelbjerget.

Jutlàndia del Nord és la regió entre el Kongeå i el punt més septentrional de Jutlàndia, el Grenen spit. En danès, s'anomena Nørrejylland, i també abasta l'illa de Jutlàndia del Nord (en danès: Nørrejyske Ø o Vendsyssel-Thy). Jutlàndia del Nord es subdivideix tradicionalment en Jutlàndia del Sud (Sydjylland), Jutlàndia Occidental (Vestjylland), Jutlàndia Oriental (Østjylland) i Jutlàndia del Nord (Nordjylland). Més recent és la designació de Jutlàndia Central (Midtjylland) per a parts de les zones tradicionalment occidentals i orientals de Jutland. Les subregions del nord de Jutlàndia inclouen les penínsules de Djursland amb Mols i Salling. També al nord de Jutlàndia es troba el Søhøjlandet, que és la regió danesa més elevada i, alhora, la regió amb la densitat de llacs més alta de Dinamarca. El riu més llarg de Dinamarca, el Gudenå, travessa el nord de Jutlàndia.

##### Jutlàndia del Sud (Sydjylland)
Jutlàndia del Sud (Sydjylland) és la part més meridional de Jutlàndia del Nord. No s'ha de confondre amb Jutlàndia del Sud (Sønderjylland), que és adjacent a Jutlàndia del Sud al sud. Jutlàndia del Sud s'estén entre Sønderjylland al sud i la frontera entre les dues regions administratives del sud de Dinamarca i Jutlàndia central al nord.

##### Jutlàndia Occidental (Vestjylland)
Jutlàndia Occidental (Vestjylland) és la part central occidental de Jutlàndia del Nord. Es troba entre Blåvandshuk al sud i Nissum Bredning al nord. Es troba al nord de Jutlàndia del Sud i a l'oest de Jutlàndia Oriental.

##### Jutlàndia oriental (Østjylland)
Jutlàndia Oriental (Østjylland) és la part central oriental de Jutlàndia del Nord. Es troba entre Skærbæk, al fiord de Kolding, al sud, i el final del fiord de Mariager, al nord. Aarhus, la ciutat més gran completament de la península de Jutlàndia, es troba a l'est de Jutlàndia.

##### Jutlàndia del Nord (Nordjylland)

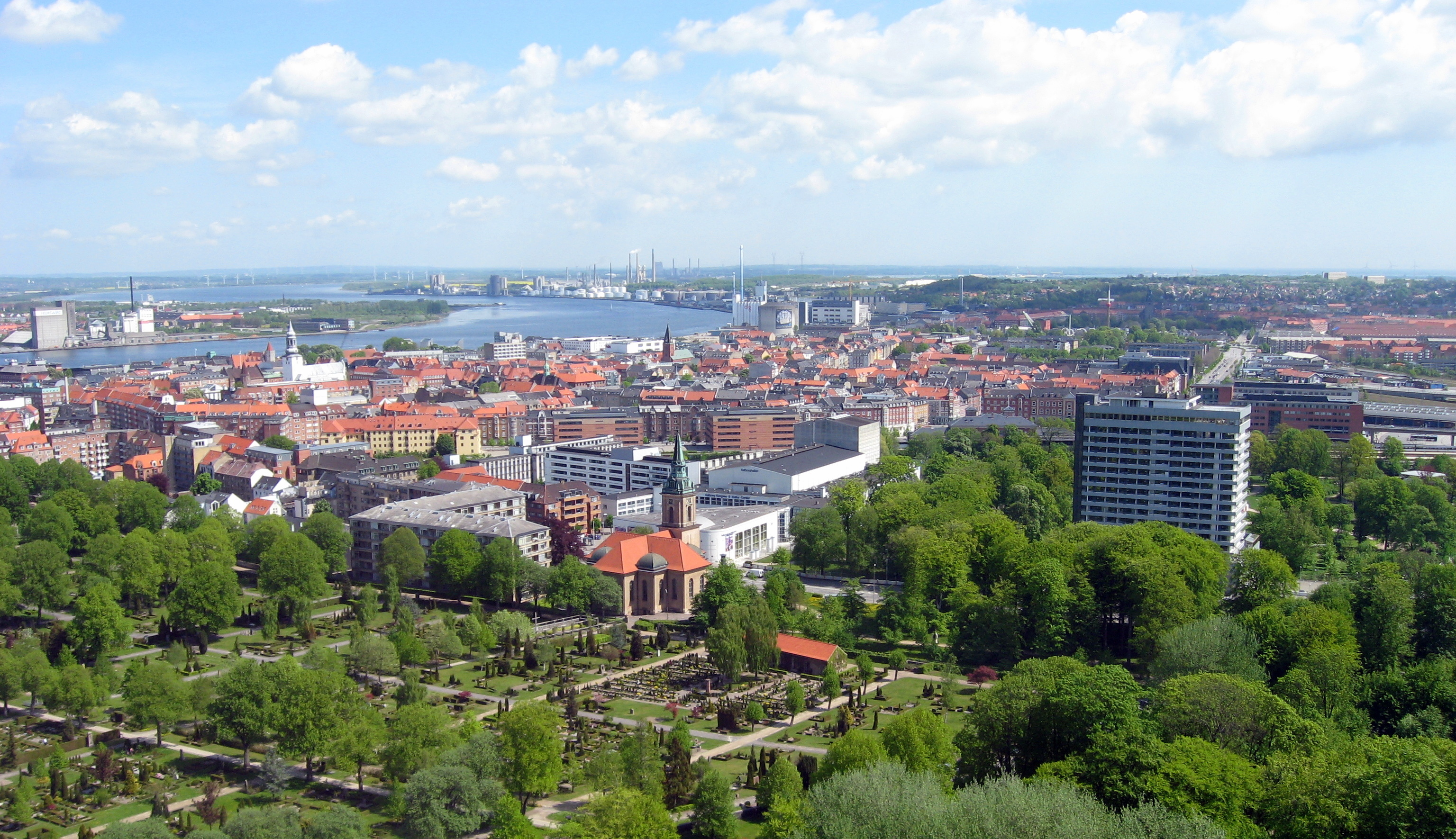
Aalborg és la ciutat més gran del nord de Jutlàndia. És la quarta ciutat més gran de Dinamarca i la ciutat danesa més gran al nord. Es troba al costat continental del Limfjord, enfront de la ciutat de Nørresundby a Vendsyssel.

Mentre que el terme Jutlàndia del Nord (en danès: Nørrejylland) es refereix a tota la regió entre Kongeå i Grenen, Jutlàndia del Nord (en danès: Nordjylland) només es refereix a la part més al nord de Jutlàndia del Nord i abasta la part més gran d’Himmerland, la part més al nord de la Corona. Jutlàndia (Kronjylland), l'illa de Mors (Morsø) i Jutlàndia al nord del Limfjord (l'illa de Jutlàndia del Nord, que es subdivideix en les regions de Thy, Hanherred, i Vendsyssel, la regió més al nord de Jutlàndia i Dinamarca). Nordjylland és congruent amb la regió de Jutlàndia del Nord (Regió Nordjylland).

##### Jutlàndia central (Midtjylland)
El concepte de Jutlàndia Central (Midtjylland) és de data recent, ja que fa unes dècades era habitual dividir Jutlàndia en les tradicionals Jutlàndia Oriental i Occidental (a més de Jutlàndia Nord i Sud), només. No obstant això, el terme s'ha utilitzat a Viborg i als voltants, de manera que la gent de Viborg pogués diferenciar-se de les poblacions de l'est i l'oest. La majoria del que avui s'anomena Jutlàndia Central és en realitat la cultura i l'àrea dialectal tradicional del Jutish occidental, és a dir, Herning, Skive, Ikast i Brande. Per contra, Silkeborg i les altres àrees a l'est de la cresta de Jutish formen part tradicionalment de l'àrea cultural de Jutish oriental. Un nou significat de Jutlàndia Central és tota l'àrea entre Jutlàndia del Nord i Jutlàndia del Sud, que correspon aproximadament a la Regió de Jutlàndia Central.

#### Illes offshore
Les illes Kattegat i Bàltiques més grans de Jutlàndia són Fiònia, Als, Læsø, Samsø i Anholt a Dinamarca, així com Fehmarn a Alemanya.
Les illes de Læsø, Anholt i Samsø al Kattegat, i Als a la vora del mar Bàltic, estan lligades administrativament i històricament a Jutlàndia, encara que aquests dos últims també es consideren districtes tradicionals propis. Els habitants d'Als, coneguts com Alsinger, acceptarien ser jutlandès del sud, però no necessàriament jutlandès.
Les illes més grans del mar del Nord a la costa de Jutish són les illes daneses del mar de Wadden, com Rømø, Fanø i Mandø a Dinamarca, i les illes de Frisia del Nord com Sylt, Föhr, Amrum i Pellworm a Alemanya. A les illes alemanyes, encara s'utilitzen alguns dialectes del frisó septentrional.

### Geografia humana
Administrativament, la península de Jutlàndia pertany a tres estats alemanys i tres regions daneses:
- la major part de la ciutat-estat d’Hamburg excepte els districtes al sud de l'Elba

- gairebé tot l'estat alemany de Slesvig-Holstein excepte algunes parts del Districte del Ducat de Lauenburg a l'est de Ratzeburger See, de:Schaalseekanal i Schaalsee

- una part molt petita a l'oest de la Schaale i al nord del Sude pertany al districte de Ludwigslust-Parchim a l'estat de Mecklenburg-Pomerània Occidental.

- la Dinamarca Meridional (Regió Syddanmark) excepte Fiònia i les illes que l'envolten

- Jutlàndia Central (Regió Midtjylland)

- la regió de Jutlàndia del Nord (Regió Nordjylland)[3]

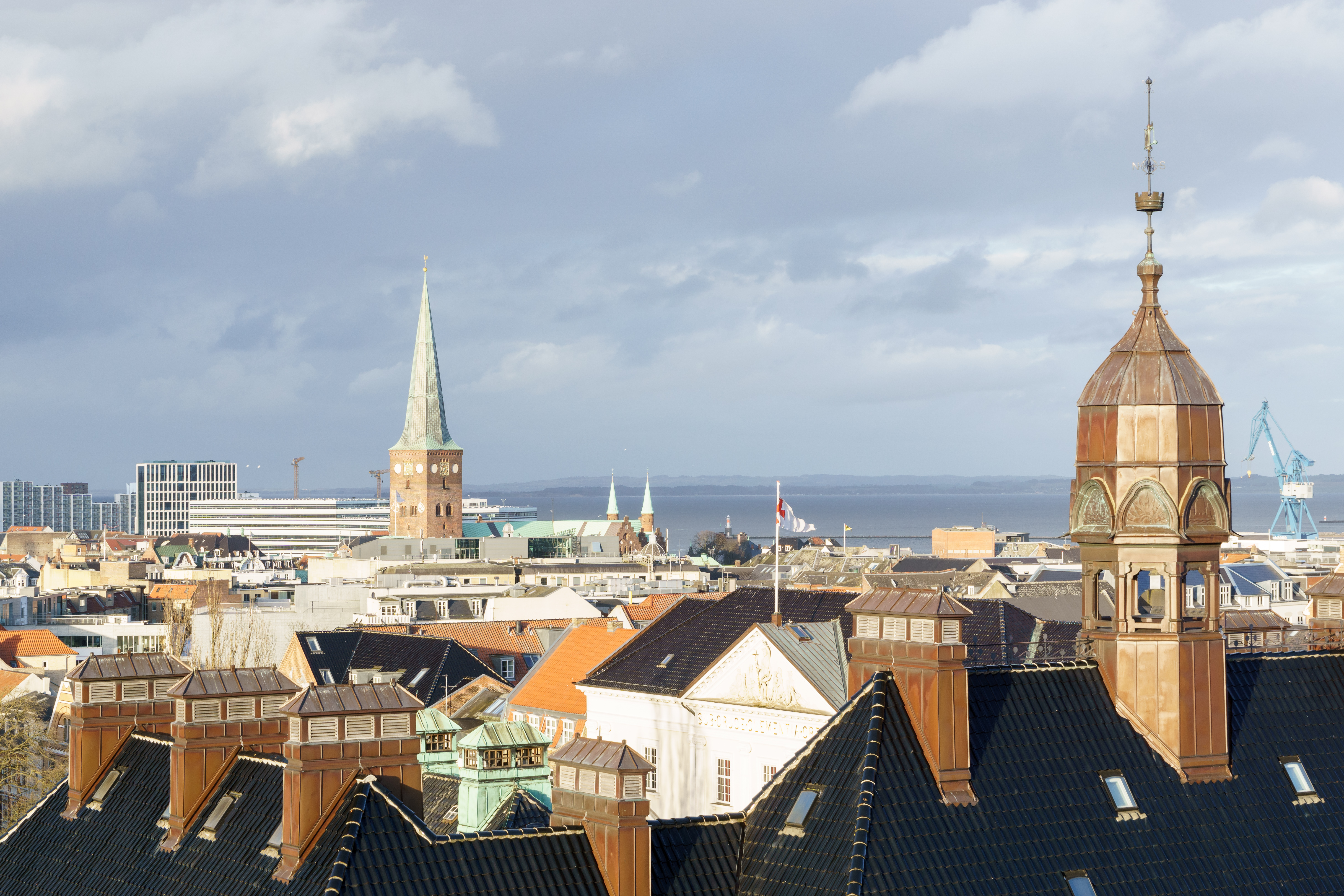
Aarhus és la ciutat més gran de la península de Jutlàndia i la segona ciutat més gran de Dinamarca.

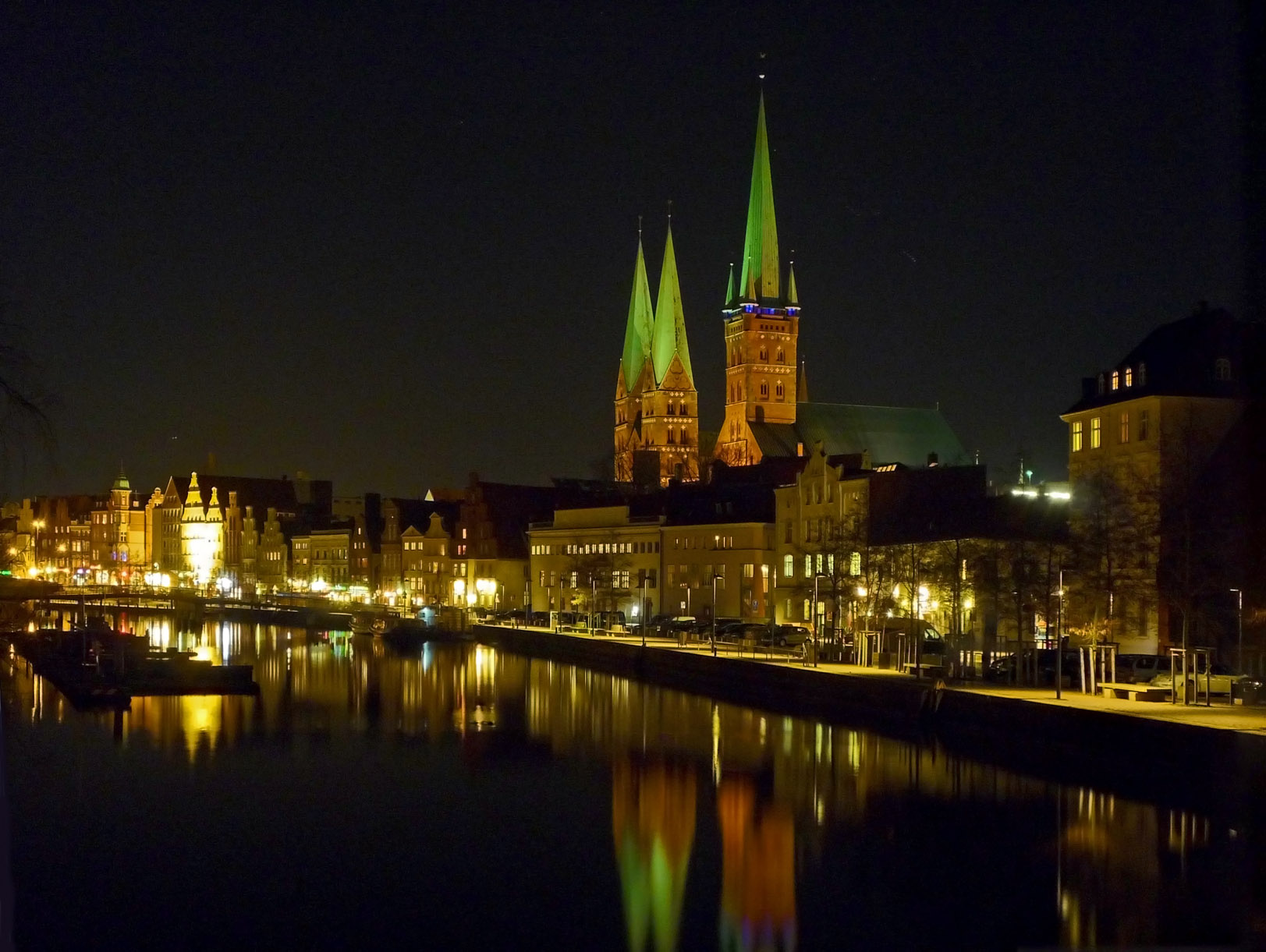
Lübeck és la quarta ciutat més gran de la península de Jutlàndia.

#### Ciutats més grans
Les deu ciutats més grans de la península de Jutlàndia són:
1. Hamburg (barris al nord de l'Elba) 1.667.035

1. Aarhus 290.598

1. Kiel 247.717

1. Lübeck 218.095

1. Aalborg 120.914

1. Flensburg 92.550

1. Norderstedt 81.880

1. Neumünster 79.502

1. Esbjerg 71.921

1. Randers 64.057

##### Ciutats més grans de la part danesa
1. Aarhus 290.598

1. Aalborg 120.914

1. Esbjerg 71.921

1. Randers 64.057

1. Horsens 63.162

1. Kolding 62.338

1. Vejle 61.310

1. Herning 51.193

1. Silkeborg 50.866

1. Fredericia 41.243

Aarhus, Silkeborg, Billund, Randers, Kolding, Horsens, Vejle, Fredericia i Haderslev, juntament amb una sèrie de ciutats més petites, conformen l'àrea metropolitana de Jutlàndia oriental, que és més densament poblada que la resta de Jutlàndia, encara que lluny de formar una ciutat coherent.

##### Ciutats més grans de la part alemanya

Els barris d'Hamburg al nord de l'Elba es troben a la península de Jutlàndia.

1. Hamburg (barris al nord de l'Elba) 1.667.035
- Altona 280.034, Bergedorf 132.901, Eimsbüttel 274.901, Hamburg-Nord 322.564, Wandsbek 453.086 i els barris d’Hamburg-Mitte al nord de l'Elba:

- - Altstadt 3.182, Billbrook 1.791, Billstedt 71.789, Borgfelde 8.569, HafenCity 6.950, Hamm 10.189, Hammerbrook 5.990, Horn 38.425, Neustadt 12.649, Sankt Georg, Rothenburgsort, 12.649, Sankt Pauli

2. Kiel 247.717
 3. Lübeck 218.095
 4. Flensburg 92.550
 5. Norderstedt 81.880
 6. Neumünster 79.502
 7. Elmshorn 50.772
 8. Pinneberg 44.279
 9. Wedel 34.538
 10. Ahrensburg 34.509

## Geologia
Geològicament, la Regió de Jutlàndia Mitjana i la Jutlàndia Septentrional, així com la Regió de la capital de Dinamarca es troben al nord de Dinamarca que està augmentant a causa del rebot postglacial.
Algunes depressions circulars de Jutlàndia poden ser restes de pingos col·lapsats que es van desenvolupar durant l’última edat de gel.

## Història

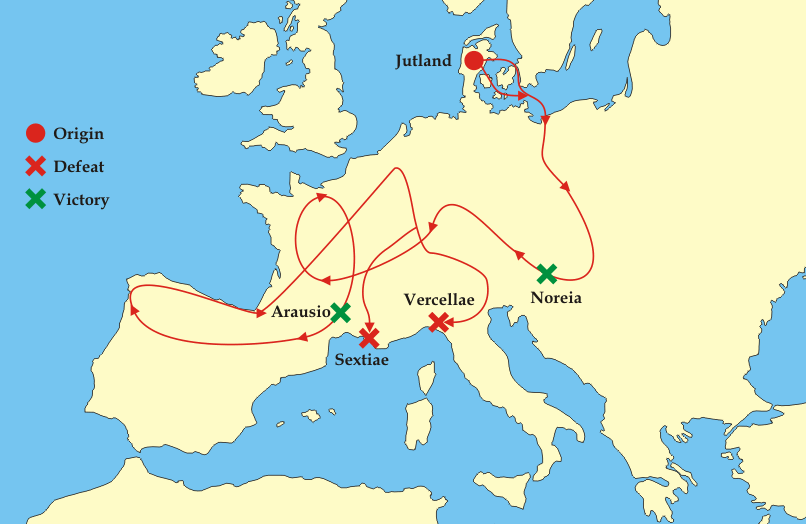
Estratagema militar en la maniobra contra els romans de cimbres i teutons c. 100 aC

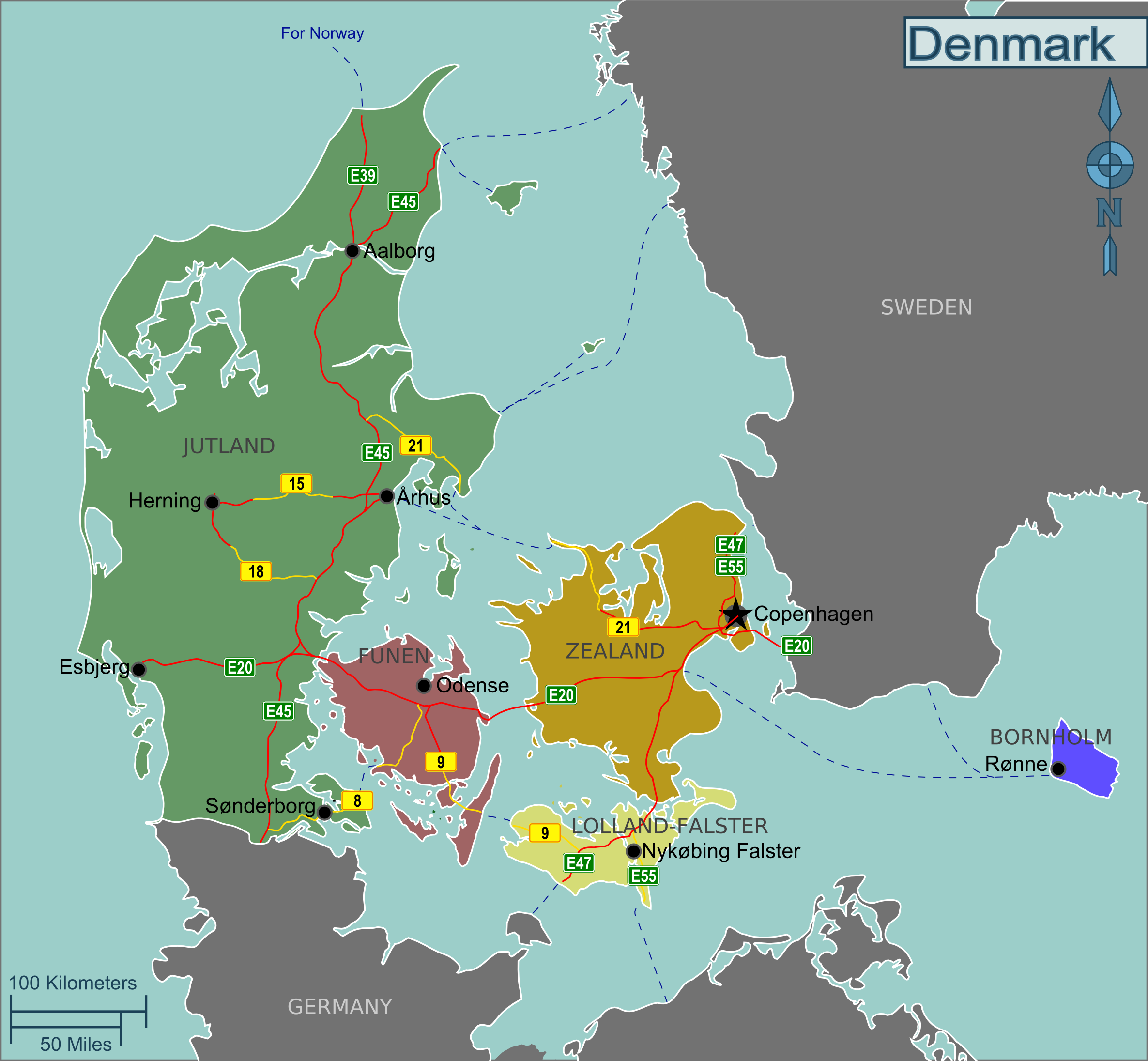
Regions de Dinamarca; Jutlàndia es destaca en verd.

Jutlàndia ha estat històricament una de les tres terres de Dinamarca, les altres dues són Escània i Selàndia. Abans d'això, segons Ptolemeu, Jutlàndia o el quersonès cimbric era la llar dels teutons, els cimbres i els carudes.
Molts angles, saxons i Juts van emigrar des de l'Europa continental a la Gran Bretanya a partir de l'any 450 dC. Els angles van donar el seu nom als nous regnes emergents anomenats Anglaterra (és a dir, Angle-land). El Regne de Kent al sud-est d'Anglaterra està associat amb els orígens i la migració jutish, també atribuïts per Beda a la Història Eclesiàstica. Això també té suport del registre arqueològic, amb extenses troballes de Jutish a Kent dels segles V aC a VI.
Saxons i frisis van emigrar aq la regió a la primera part de l'era cristiana. Per protegir-se de la invasió dels emperadors francs cristians, a partir del segle V, els danesos pagans van iniciar el Danevirke, un mur de defensa que s'estenia des de l'actual Slesvig i l'interior a mig camí de la península de Jutlàndia.
Els saxons pagans van habitar la part més meridional de la península, al costat del mar Bàltic, fins a les Guerres Saxones el 772–804 a l’edat del ferro nòrdica, quan Carlemany els va sotmetre violentament i els va obligar a ser cristianitzats. L'antiga Saxònia va ser políticament absorbida per l'Imperi Carolingi i els obotrites (o obotrites), un grup d’eslaus wends que van jurar lleialtat a Carlemany i que s'havien convertit en la seva majoria al cristianisme, van ser traslladats a la zona per poblar-la. Més tard es va referir a l'antiga Saxònia com a Holstein.
A l'època medieval, Jutlàndia estava regulada pel Codi de llei de Jutlàndia (Jyske Lov). Aquest codi cívic cobria la part danesa de la península de Jutlàndia, és a dir, al nord de l'Eider, Fiònia així com Fehmarn. Part d'aquesta zona es troben ara a Alemanya.
Durant la industrialització del 1800, Jutlàndia va viure una gran i accelerada urbanització i molta gent del camp va optar per emigrar. Entre els motius hi havia un creixement demogràfic elevat i accelerat; al llarg del segle, la població danesa va créixer dues vegades i mitja fins a uns 2,5 milions el 1901, amb un milió de persones afegides a la darrera part del 1800. Aquest creixement no va ser causat per un augment de la taxa de fecunditat, sinó per una millor alimentació, sanejament, higiene i serveis sanitaris. Més nens van sobreviure i la gent va viure vides més llargues i saludables. Combinat amb la caiguda dels preus dels cereals als mercats internacionals a causa de la Gran Depressió, i millors oportunitats a les ciutats a causa d'una industrialització creixent, moltes persones del camp es van traslladar a ciutats més grans o van emigrar. A la darrera meitat del segle, uns 300.000 danesos, principalment treballadors no qualificats de zones rurals, van emigrar als EUA o al Canadà. Això representava més del 10% de la població total de llavors, però algunes zones tenien una taxa d'emigració encara més elevada. El 1850, les ciutats més grans de Jutlàndia d'Aalborg, Aarhus i Randers no tenien més d'uns 8.000 habitants cadascuna; el 1901, Aarhus havia crescut fins a 51.800 ciutadans.
Per accelerar el trànsit entre el Bàltic i el mar del Nord, es van construir canals a través de la península de Jutlàndia, inclòs el canal d'Eider a finals del segle xviii, i el canal de Kiel, acabat el 1895 i encara en ús.
El 1825, una severa tempesta del mar del Nord a la costa oest de Jutlàndia va trencar l'istme d’Agger Tange a la zona de Limfjord, separant la part nord de Jutlàndia del continent i creant efectivament l'illa de Jutlàndia del Nord. La bretxa de la tempesta d'Agger Tange va crear el canal d'Agger, i una altra tempesta el 1862 va crear el canal de Thyborøn a prop. Els canals van fer possible que els vaixells drecera el mar de Skagerrak. El canal d'Agger es va tornar a tancar al llarg dels anys, a causa de l'envasament natural, però el canal de Thyborøn es va eixamplar i va ser fortificat i assegurat el 1875.

### Primera Guerra Mundial i Batalla de Jutlàndia

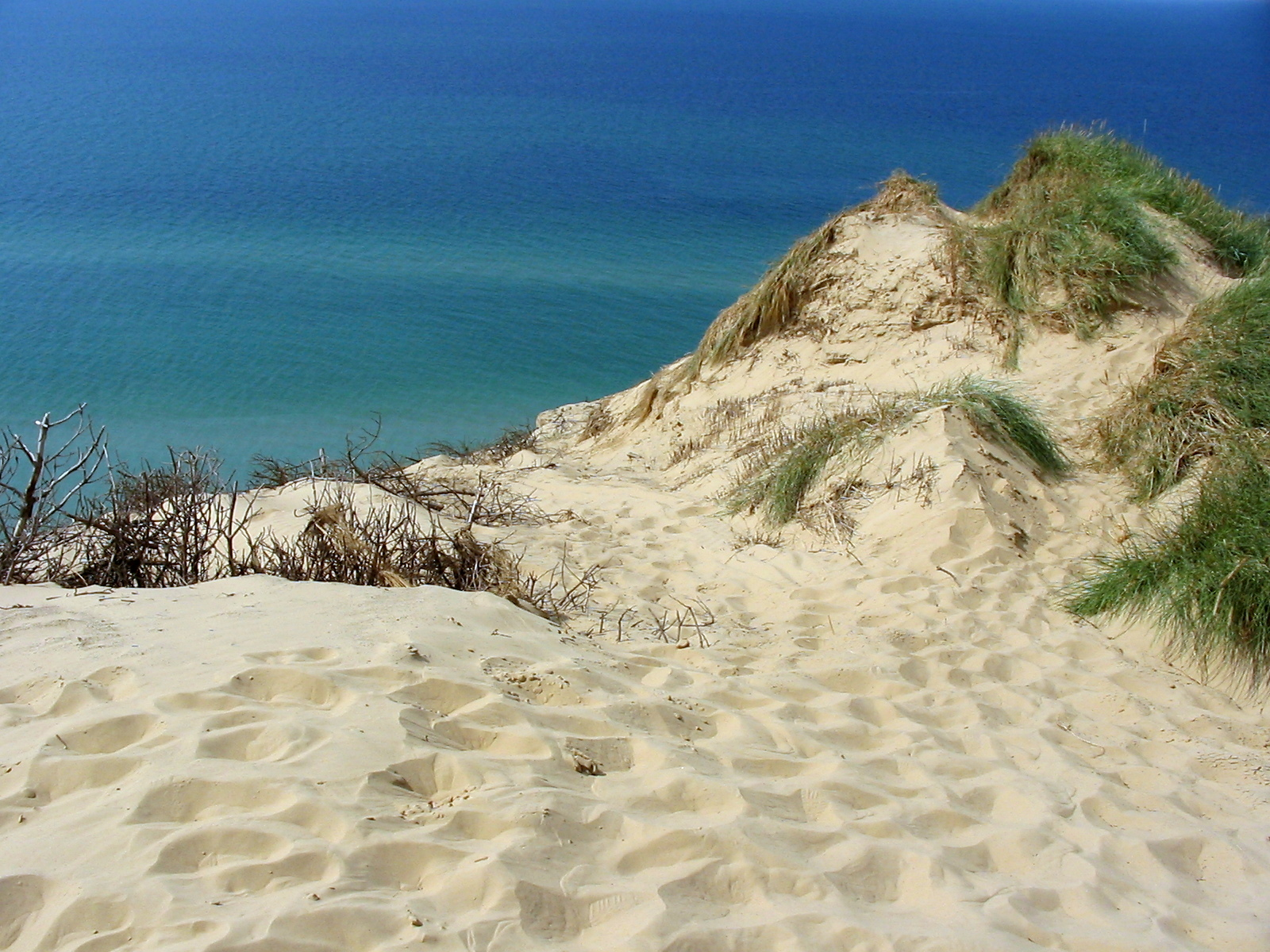
Dunes a la costa nord-oest de Jutlàndia

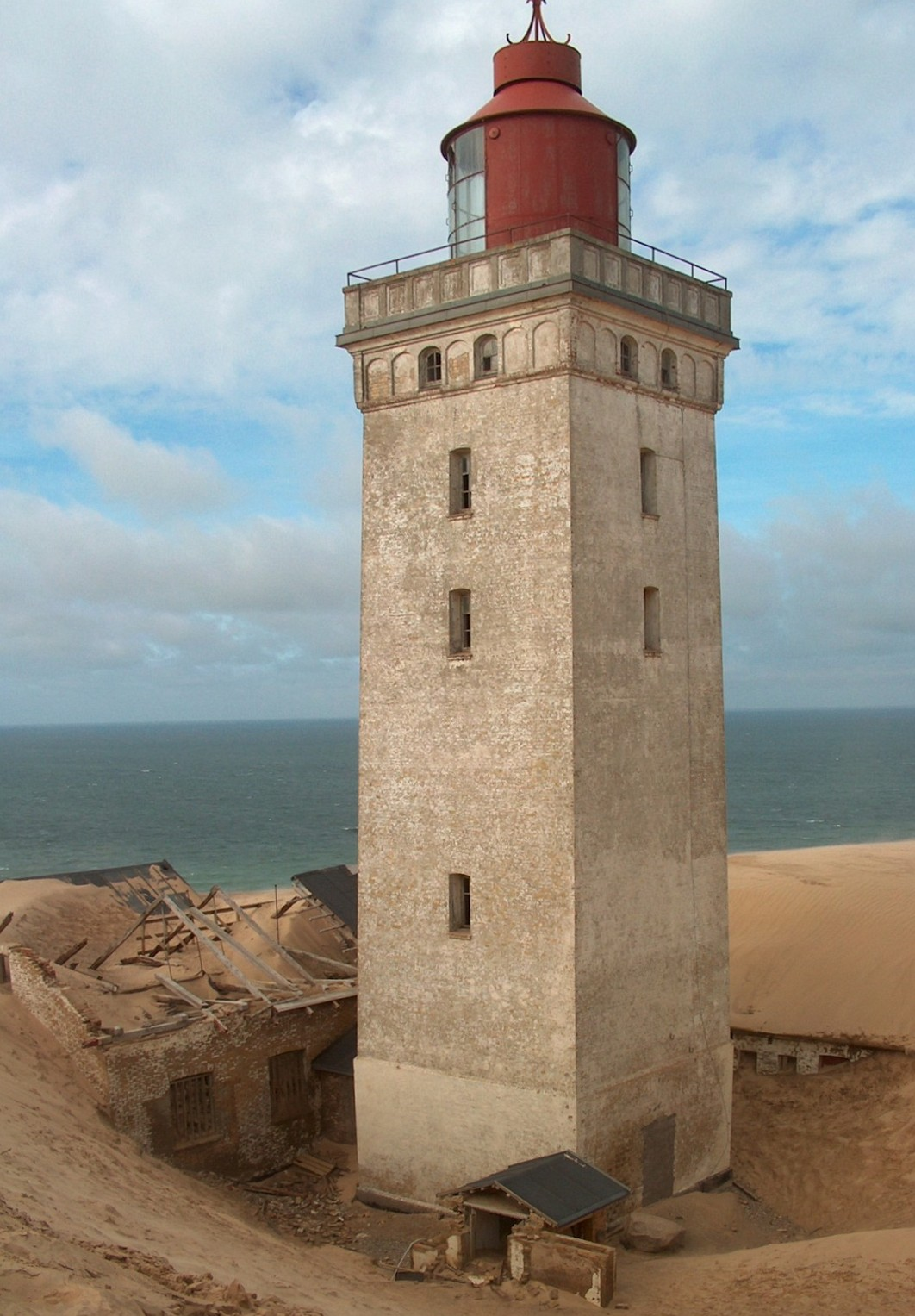
El far Rubjerg Knude a Jutlàndia

Dinamarca va ser neutral durant la Primera Guerra Mundial. No obstant això, els danesos que vivien a North Slesvig, ja que va formar part de l'Imperi alemany des de 1864 fins a 1920, van ser reclutats per a l'exèrcit Imperial alemany. S'estima que 5.000 danesos de Jutlandès del Sud van caure al servei militar alemany durant la guerra.
La batalla de Jutlàndia de 1916 es va lliurar al mar del Nord a l'oest de Jutlàndia com una de les batalles navals més grans de la història. En aquesta batalla campal, la Royal Navy britànica es va enfrontar a la Marina Imperial alemanya, provocant grans baixes i pèrdues de vaixells a banda i banda. La flota britànica va patir pèrdues més grans, però va mantenir el control del mar del Nord, de manera que, en termes estratègics, la majoria dels historiadors consideren Jutlàndia com una victòria britànica o com una indecisió. La batalla es commemora i s'explica al Sea War Museum Jutland a Thyborøn.

### Segona Guerra Mundial

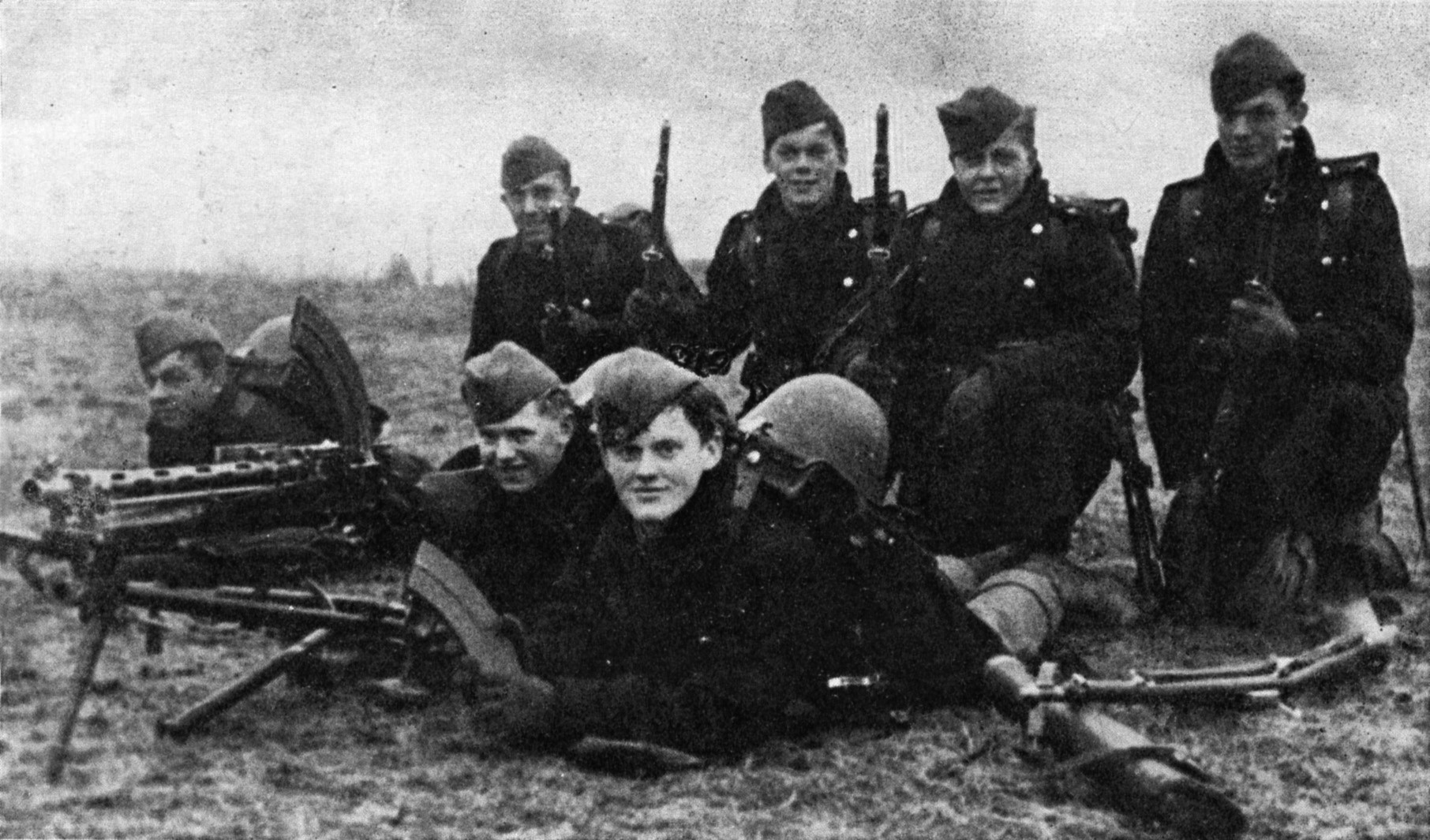
Tropes daneses a Bredevad, a 10 km al nord de la frontera, el matí de la invasió nazi. Dos d'aquests soldats van morir en acció.

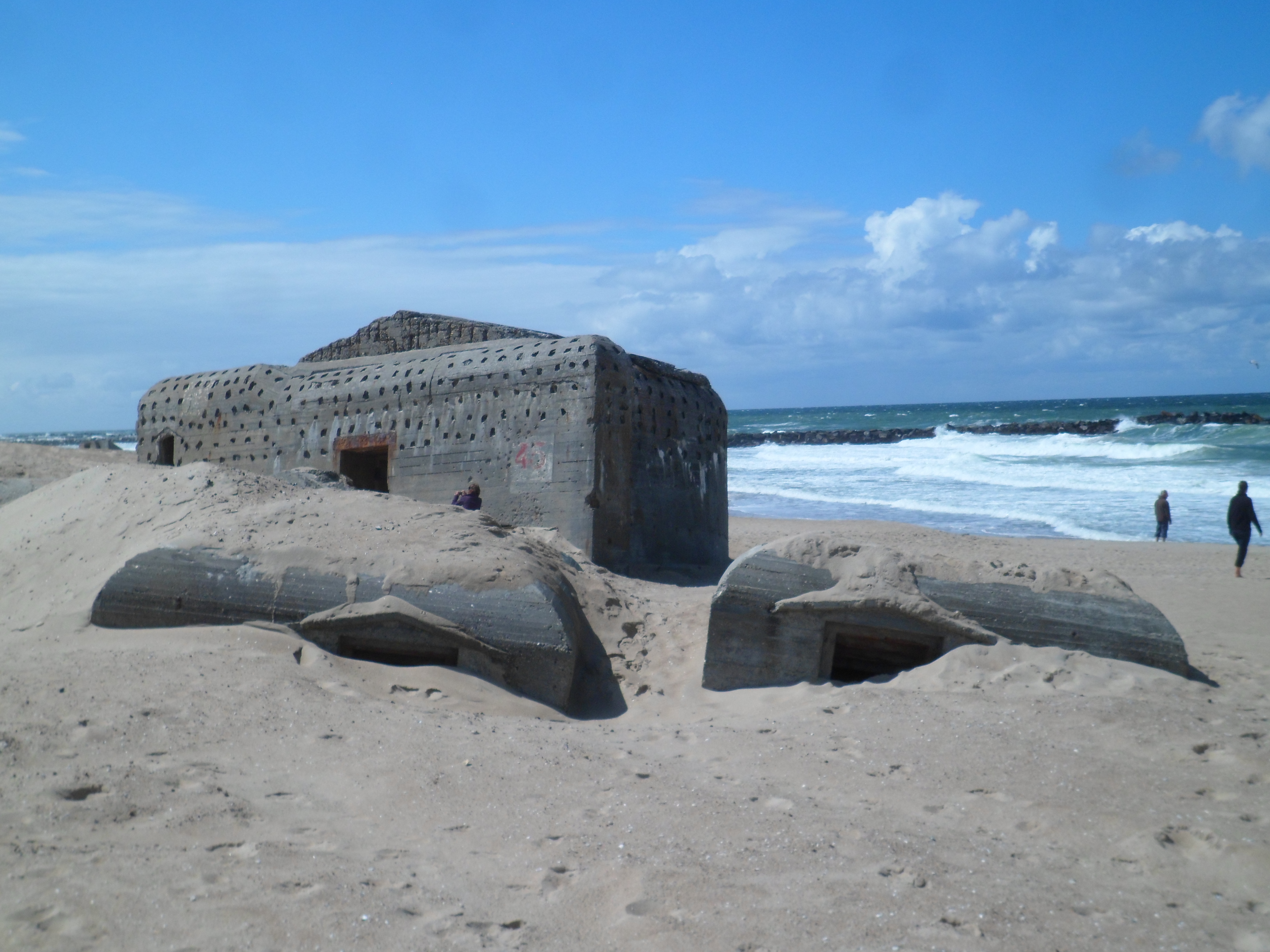
Restes de búnquers de la Segona Guerra Mundial a Thyborøn. Les fortificacions alemanyes romanen al llarg de tota la costa oest de Jutlàndia.

Dinamarca s'havia declarat neutral, però va ser envaïda i ocupada per l'Alemanya nazi en poques hores el 9 d'abril de 1940. Els combats dispersos van tenir lloc al sud de Jutlàndia i a Copenhaguen. Setze soldats danesos van morir.
Uns mesos abans de la invasió, Alemanya s'havia plantejat ocupar només l'extrem nord de Jutlàndia amb l'aeròdrom d'Aalborg, però el conjunt de Jutlàndia aviat es va considerar d'alta importància estratègica. Es van iniciar les obres d'ampliació de la Muralla de l'Atlàntic per tota la costa oest peninsular. La seva tasca era resistir un potencial atac aliat a Alemanya mitjançant el desembarcament a la costa oest de Jutlàndia. La fortalesa de Hanstholm al promontori nord-oest de Jutlàndia es va convertir en la fortificació més gran del nord d'Europa. Els vilatans van ser evacuats a Hirtshals. Les zones costaneres de Jutlàndia van ser declarades zona militar on els ciutadans danesos havien de portar carnets d'identitat i es va regular l'accés.
El petit aeròdrom danès d'Aalborg va ser confiscat com un dels primers objectes de la invasió dels paracaigudistes alemanys. L'aeròdrom va ser ampliat significativament pels alemanys per tal d'assegurar el seu trànsit a Noruega, i es van construir més aeròdroms. Es van contractar contractistes danesos i entre 50.000 i 100.000 treballadors per complir els projectes alemanys. L'alternativa per als treballadors era quedar-se a l'atur o enviar-se a treballar a Alemanya. S'ha estimat que les fortificacions són el projecte de construcció més gran maig realitzat a Dinamarca amb un cost de llavors 10 mil milions de corones, o 300-400 mil milions de DKK avui (45-60 mil milions de dòlars o 40-54 mil milions d'euros el 2019). El Banc Nacional Danès es va veure obligat a cobrir la major part del cost. Després de la guerra, els presoners de guerra alemanys restants van ser reclutats per realitzar una àmplia neteja de mines d'1,4 milions de mines al llarg de la costa.
Molts dels búnquers al costat del mar de la Segona Guerra Mundial encara estan presents a la costa oest. Diverses de les fortificacions de Dinamarca s'han convertit en museus, com ara el Museu Tirpitz de Blåvand, el Bunkermuseum Hanstholm i el Hirtshals Bunkermuseum.
Al sud de Jutlàndia, parts de la minoria alemanya es van posar obertament del costat d'Alemanya i es van oferir voluntàries per al servei militar alemany. Si bé alguns danesos inicialment temien una revisió de la frontera, la força ocupacional alemanya no va tractar el tema. Després del final de la guerra, molts membres de la minoria alemanya van ser condemnats i les escoles alemanyes van ser confiscades per les autoritats daneses. Hi va haver alguns casos d'atacs de la màfia danesa contra ciutadans de mentalitat alemanya. El desembre de 1945, la resta de la minoria alemanya va emetre una declaració de lleialtat a Dinamarca i la democràcia, renunciant a qualsevol demanda de revisió de la frontera.